# ضريح النبي حزير
مقام وضريح النَّبي عشير بن يَعقوب، والذي يقال له حزير، ويقع بالقرب من عين حزير في الجنوب الشرقي من مدينة السلط في الأردن، وهو عبارة عن مسجد حديث فيه قبرٌ يُنسب للنبي عشير أو "أشير"، أحد أخوة النبي يوسف بن يعقوب.